# Longitarsus noricus
Longitarsus noricus es una especie de insecto coleóptero de la familia Chrysomelidae. Fue descrita científicamente en 1976 por Leonardi.